# 布魯諾·索里亞諾
布魯諾·索里亞諾（西班牙語：Bruno Soriano；1984年6月12日—）是一位西班牙足球運動員。在場上的位置是防守型中場。他也代表西班牙國家足球隊參賽。